# 佐藤和夫 (ドイツ文学者)
佐藤 和夫（さとう かずお、1951年8月 - ）は、日本のドイツ文学研究者。茨城大学教授。エーリッヒ・ケストナーを研究。
福島県いわき市出身。茨城大学人文学部および金沢大学大学院で学ぶ。千葉工業大学非常勤講師等を経て茨城大学人文学部専任教員となる。

## 研究業績
- 「ケストナーの執筆禁止時代」（茨城大学人文学部紀要[要文献特定詳細情報]）
- 「ケストナーの学生時代」（茨城大学独文学論集[要文献特定詳細情報]）

## 所属学会
- 日本独文学会
- 日本児童文学学会